# Roi Qing de Zhou
Le roi Qing de Zhou ou Zhou Qing wang (chinois : 周頃王) alias l'incliné, de son nom personnel Ji Renchen (姬壬臣). Il fut le dix-neuvième roi de la dynastie Zhou. Il régna à Luoyi de 618 à 612 av. J.-C.

## Contexte
Les Zhou, depuis le roi Huan, ont de graves luttes de pouvoir au sein même de leur famille. Plusieurs cliques se sont formées et la famille royale se divisa contre elle-même. De fait, depuis le roi Huan, plusieurs rois Zhou ont été tour à tour assassinés, déposés, ou exilés soi par des révolutions de palais ou bien par l'ingérence de grands seigneurs féodaux qui voulaient mettre leur marionnette sur le trône. Il y eut d'ailleurs plusieurs crises de succession qui se sont transformées en règlement de comptes très violents. Tout cela affaiblit la famille royale et empêcha les rois Zhou de se concentrer sur des problèmes bien plus important comme l'avenir de la dynastie. Les rois Zhou étant obligés de se battre presque au quotidien pour sauver leur trône.

## Règne
Le roi Qing était un roi faible pour occuper le poste de Fils du Ciel. À la cour, des factions luttaient pour le pouvoir. Sous son règne, les Zhou se sont enfoncés dans le chaos. À sa mort en -613, les trois grandes familles de Jin (Han, Wei et Zhao) durent intervenir pour restaurer l'ordre dans le domaine royal. À cette occasion, son aîné le prince Ban, fut proclamé roi sans attendre la fin du deuil habituellement prescrit.

## Difficultés financières
Dès le début de son règne, les problèmes se sont amoncelés. Les finances du domaine royal, désormais amputé du très riche État de Wen, étaient au plus mal. En fait, le roi Qing n'avait même pas les fonds nécessaires pour enterrer son père, le roi Xiang. La situation financière était telle qu'il fut forcé de se résoudre à aller quémander de l'argent au duc de Lu. Le duc de Lu, lui accorda les subsides nécessaires et le roi Qing put enfin enterrer son père avec les honneurs dut à son rang.

## Mort et crise de succession
Quand le roi Qing est mort, rapidement sa succession tourna à l'affrontement armé entre un de ses ministres Wangsun Su (王孫蘇) et un de ses conseillers, le duc Yue de Zhou (周公閱), qui se disputaient le pouvoir. Le pays de Jin prit sur lui de pacifier le domaine royal qui était tombé en guerre civile en envoyant Zhao Dun mettre un terme aux combats et forcer l’intronisation du prince Ban comme roi. 